# Generali Ladies Linz 2001
Generali Ladies Linz 2001 - жіночий тенісний турнір, що проходив на закритих кортах з твердим покриттям TipsArena Linz у Лінці (Австрія). Належав до турнірів 2-ї категорії в рамках Туру WTA 2001. Відбувсь уп'ятнадцяте і тривав from 22-28 жовтня 2001 . Ліндсі Девенпорт здобула титул в одиночному розряді.

## Очки і призові

### Нарахування очок
| Дисципліна       | П   | Ф   | ПФ | ЧФ | 1/8 | 1/16 | Q     | Q3   | Q2  | Q1  |
| Одиночний розряд | 195 | 137 | 88 | 49 | 25  | 1    | 11.75 | 6.75 | 4   | 1   |
| Парний розряд    | 195 | 137 | 88 | 49 | 1   | Н/Д  | 11.75 | Н/Д  | Н/Д | Н/Д |

### Призові гроші
| Дисципліна       | П       | Ф       | ПФ      | ЧФ      | 1/8    | 1/16   | Q3     | Q2     | Q1   |
| Одиночний розряд | $95,500 | $51,000 | $27,300 | $14,600 | $7,820 | $4,175 | $2,230 | $1,195 | $640 |
| Парний розряд *  | $30,000 | $16,120 | $8,620  | $4,610  | $2,465 | Н/Д    | Н/Д    | Н/Д    | Н/Д  |

* на пару

## Учасниці основної сітки в одиночному розряді

### Сіяні
| Країна                      | Гравчиня              | Рейтинг | Сіяна |
| --------------------------- | --------------------- | ------- | ----- |
| США                         | Ліндсі Девенпорт      | 3       | 1     |
| Бельгія                     | Жустін Енен           | 7       | 2     |
| Союзна Республіка Югославія | Єлена Докич           | 10      | 3     |
| Франція                     | Наталі Тозья          | 11      | 4     |
| Росія                       | Олена Дементьєва      | 13      | 5     |
| Франція                     | Сандрін Тестю         | 14      | 6     |
| Болгарія                    | Магдалена Малеєва     | 16      | 7     |
| Іспанія                     | Аранча Санчес Вікаріо | 18      | 8     |

Рейтинг подано станом на 15 жовтня 2001.

### Інші учасниці
Нижче наведено учасниць, які отримали вайлдкард на участь в основній сітці:
- Ліндсі Девенпорт
- Евелін Фаут
- Барбара Шварц

Нижче наведено гравчинь, які пробились в основну сітку через стадію кваліфікації:
- Анастасія Мискіна
- Тетяна Панова
- Россана де лос Ріос
- Александра Стівенсон

Як щасливий лузер в основну сітку потрапили такі гравц:
- Деніса Хладкова

### Знялись з турніру
- Вінус Вільямс → її замінила  Деніса Хладкова

## Учасниці основної сітки в парному розряді

### Сіяні
| Країна  | Гравчиня                | Країна     | Гравчиня     | Ретинг 1-ї гравчині | Рейтинг 2-ї гравчині | Сіяна |
| ------- | ----------------------- | ---------- | ------------ | ------------------- | -------------------- | ----- |
| Росія   | Олена Лиховцева         | Японія     | Ай Суґіяма   | 7                   | 4                    | 1     |
| США     | Кімберлі По-Messeli     | Франція    | Наталі Тозья | 9                   | 3                    | 2     |
| Іспанія | Вірхінія Руано Паскуаль | Аргентина  | Паола Суарес | 8                   | 5                    | 3     |
| Австрія | Барбара Шетт            | Нідерланди | Кароліна Віс | 18                  | 21                   | 4     |

Рейтинг подано станом на 15 жовтня 2001.

### Інші учасниці
Нижче наведено пари, які отримали вайлдкард на участь в основній сітці:
- Деніса Хладкова /  Барбара Шварц

Нижче наведено пари, що пробились в основну сітку через стадію кваліфікації:
- Петра Мандула /  Патріція Вартуш

## Переможниці та фіналістки

### Одиночний розряд
- Ліндсі Девенпорт —  Єлена Докич, 6–4, 6–1.[1]

Для Девенпорт це був 7-й титул WTA в одиночному розряді за сезон і 37-й - за кар'єру.

### Парний розряд
- Єлена Докич /  Надія Петрова —  Елс Калленс /  Чанда Рубін, 6–1, 6–4.

Для Докич це був 1-й титул WTA в парному розряді. Для Петрової це був 2-й титул WTA в парному розряді за сезон і за кар'єру. Це був їхній 1-й титул в складі однієї пари.